# Бидеште
Би́деште (болг. Бъдеще) — село в Старозагорській області Болгарії. Входить до складу общини Стара Загора.

## Населення
За даними перепису населення 2011 року у селі проживали 406 осіб.
Національний склад населення села:
| Національність   | Кількість осіб | Відсоток |
| ---------------- | -------------- | -------- |
| болгари          | 114            | 84,4%    |
| цигани           | 19             | 14,1%    |
| Всього відповіли | 135            |          |

Розподіл населення за віком у 2011 році:
Динаміка населення: